# The Hermit of Lonely Gulch
The Hermit of Lonely Gulch è un cortometraggio muto del 1913 diretto da Theodore Wharton.

## Trama
Il giovane Bob, dopo aver litigato con Diana, la sua fidanzatina del college, lascia la città deciso a diventare un eremita. Però, quando la ragazza lo ritrova nei boschi, tutto viene dimenticato e i due si riconciliano.

## Produzione
Il film fu prodotto dalla Essanay Film Manufacturing Company. Venne girato nello stato di New York negli studi Wharton di Ithaca.

## Distribuzione
Distribuito dalla General Film Company, il film - un cortometraggio di una bobina - uscì nelle sale cinematografiche USA il 30 agosto 1913.